# Poecilotriccus calopterus
El titirijí alidorado (Poecilotriccus calopterus), también denominado titirijí de alas doradas, espatulilla alidorada (en Colombia y Ecuador) o espatulilla de ala dorada (en Perú), es una especie de ave paseriforme de la familia Tyrannidae perteneciente al género Poecilotriccus. Es nativo de la base oriental de los Andes en el noroeste de América del Sur.

## Distribución y hábitat
Se distribuye por el sur de Colombia (sureste de Nariño, oeste de Putumayo), este de Ecuador y noreste de Perú (Loreto).
Esta especie es considerada poco común en su hábitat natural: el sotobosque de bordes de selvas húmedas de baja altitud o de estribaciones montañosas, bosques de crecimiento secundario y clareras en regeneración en colinas y tierras bajas adyacentes a lo largo de la base oriental de los Andes hasta los 1300 m de altitud.

## Sistemática

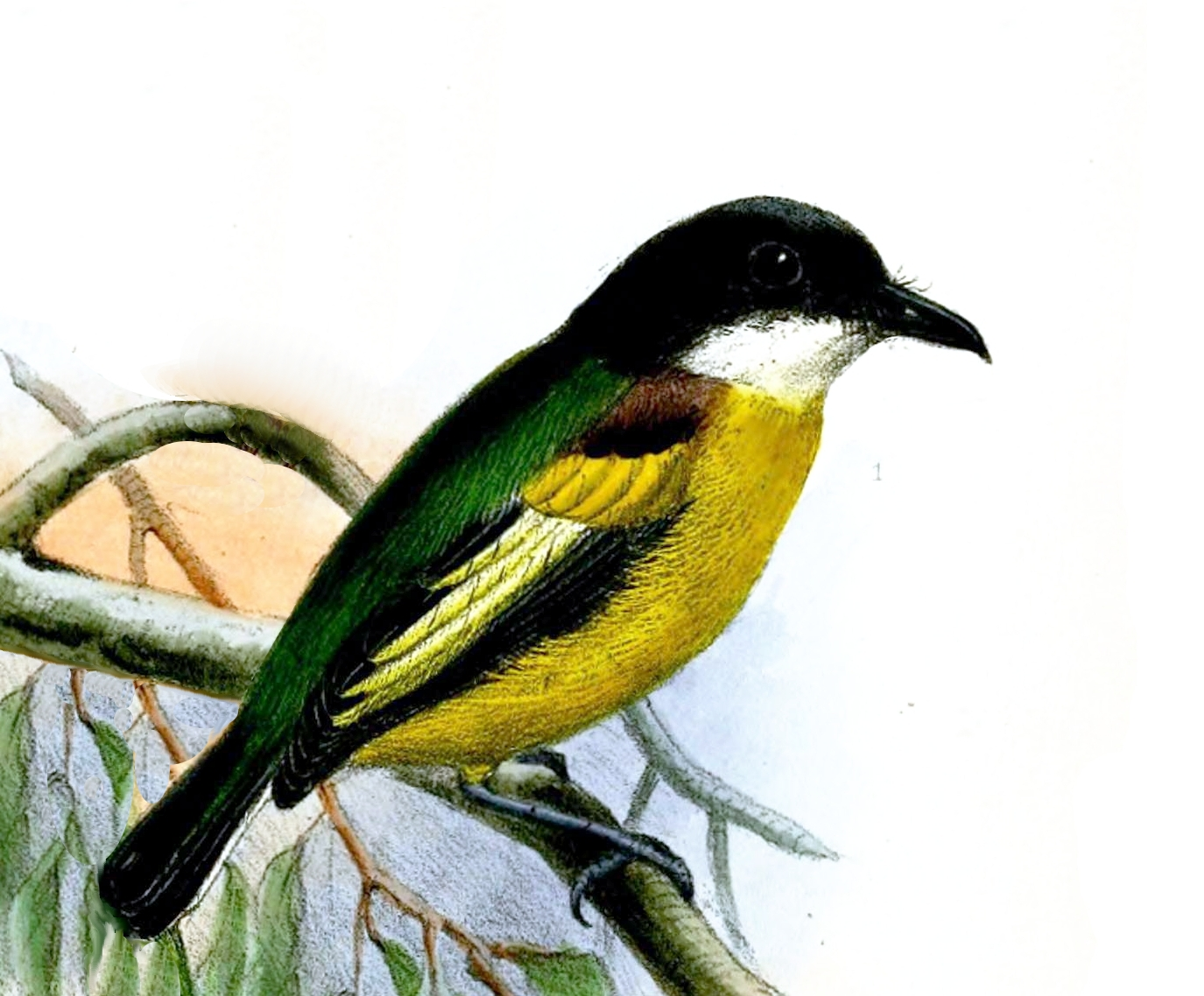
Todirostrum calopterum; ilustración de Wolf en Proceedings of the Zoological Society of London, 1857.

### Descripción original
La especie P. calopterus fue descrita por primera vez por el zoólogo británico Philip Lutley Sclater en 1857 bajo el nombre científico Todirostrum calopterum; su localidad tipo es: «Río Napo, Ecuador».

### Etimología
El nombre genérico masculino «Poecilotriccus» se compone de las palabras del griego «poikilos» que significa  ‘multicolor’, ‘manchado’, y « τρικκος trikkos»: pequeño pájaro no identificado; en ornitología, «triccus» significa «atrapamoscas tirano»; y el nombre de la especie «calopterus» se compone de las palabras del griego «kalos» que significa ‘hermoso’, y «pteros» que significa ‘de alas’.

### Taxonomía
Anteriormente estuvo colocada en el género Todirostrum y ya fue considerada conespecífica con Poecilotriccus pulchellus. Es monotípica.